# IDO (криптовалюти)
Initial DEX offering, IDO (укр. первинна децентралізовано-біржова пропозиція, первинне децентралізовано-біржове розміщення) — один з різновидів первинного публічного продажу цифрового криптоактиву, метою якого є залучення інвестицій командою проєкту для його фінансування та подальшого розвитку.
Головною особливістю IDO є посередник у вигляді однієї або декількох децентралізованих крипто-бірж (eng. DEX), на яких власне і проходить первинне розміщення. Кошти охочих взяти участь в IDO надсилаються до спеціального смарт-контракту біржі. Децентралізована біржа виступає своєрідним гарантом якості, який дає розуміти користувачам, що проєкт пройшов певні стадії перевірки безпеки, а саме: якість та безпека смарт-контракту токена, команда проєкту, наявність інших зовнішніх інвестицій, економічна модель, стратегія подальшого розвитку (eng. Roadmap), внутрішню документацію (eng. Whitepaper).
Після завершення IDO, децентралізовані біржі, на яких проходив захід залучення коштів, автоматично проводять лістинг цього криптоактиву.
IDO є однією з форм краудфандингу у блокчейн індустрії.

## Історія
Перше в історії IDO відбулася в червні 2019 року на платформі Binance DEX у мережі Binance Chain (BEP2). Проєктом, який залучав кошти, був Raven Protocol. Вартість одного нативного токена RAVEN сягала 0.00005 BNB.
Команда, яка розробляла протокол, вирішила використовувати для збору інвестицій децентралізовану біржу від Binance — Binance DEX. Трейдери могли купувати його, доки не було досягнуто "жорсткого обмеження", яке складало 300,000,000 RAVEN, що в свою чергу еквівалентно 3% від загального об'єму наявних токенів RAVEN.
Загалом, проєкту Raven Protocol вдалося залучити $500,000 менш ніж за добу та стати першовідкривачем IDO.

## Механізм участі
Для прийняття участі охочому знадобиться некастодіальний крипто-гаманець, за який власник повністю несе відповідальність, власноруч зберігаючи свій приватний ключ.
Зазвичай, також необхідно попередньо проходити ідентифікацію особистості (KYC) на платформі, щоб отримати можливість участі у IDO. Це зроблено для уникнення великої кількості несправжніх користувачів, захист від відмивання грошей та задля дотримання міжнародного права і санкцій у сторону деяких країн. Після цієї перевірки як інвестори, так і проєкти - захищені.

## Переваги та недоліки
Переваги:
- Відкритість та правдивість вказаної інформації на децентралізованій біржі;
- Безпека смарт-контракту;
- Лістинг на децентралізованій біржі одразу після закінчення продажу;
- Ліквідність — після продажу IDO, смарт-контракт DEX заблокує частину залучених коштів у пулах ліквідності, що своєю чергою створить ліквідний ринок;
- Відносно низька вартість первинного розміщення токенів для команди проєкту;
- Взяти участь може кожний, хто має крипто-гаманець, гроші на крипто-гаманці та не порушує внутрішніх правил платформи;
- Частина маркетингу проєкту покладена на DEX;
- У більшості випадках, присутня служба підтримки DEX.

Недоліки:
- Майже вся відповідальність на власнику крипто-гаманця;
- Необхідно перевіряти та довіряти децентралізованій біржі та її належної якості перевірки проєкту перед початком IDO;
- Можлива висока коміссія під час підписання транзакцій у блокчейні.[8][9][10]

## Відмінності IDO від ICO
|                                            | ICO | IDO |
| ------------------------------------------ | --- | --- |
| Місце проведення                           | На сайті проєкту                                                                                              | На децентралізованій біржі |
| Перевірка проєкту та його команди          | Відсутня | Перед початком IDO, DEX ретельно перевіряє проєкт та команду, аби ті відповідали певним стандартам якості платформи.                                                        |
| Смарт-контракт збору коштів                | Створений власниками проєкту або аутсорс компанією. Якість та безпека контракту покладені на команду проєкту. | Створений командою DEX, на якій проходить IDO. Якість та безпека контракту покладені на децентралізовану біржу.                                                             |
| Збір коштів                                | Проєкт тримає кошти інвесторів                                                                                | DEX тримає кошти інвесторів |
| Перевірка KYC для покупців                 | Не потрібна                                                                                                   | В залежності від правил DEX. Зазвичай, є необхідною. Однак, деякі біржі не вимагають перевірки особистості.                                                                 |
| Маркетингова компанія для залучення охочих | Повністю покладена на команду та засновників проєкту                                                          | Розподілена серед команди проєкту та DEX. IDO заощаджує кошти для команди, бо велика кількість людей користувалася послугами децентралізованої біржі до анонсу певного IDO. |
| Регуляція                                  | Відсутня | Частково регульована (в залежності від платформи та країни) |

## Регулювання
IDO, як і ICO регулюється згідно з законом США Securities Exchange Act 1934 року. Однак, цей закон у відношенні IDO набуває дії тільки якщо в IDO бере участь хоча б один зареєстрований громадянин США.
Початкові DEX пропозиції монет є законними. Однак IDO є незаконним, якщо проєкт і токен не проходять тест Хоуї, який використовується Комісією з цінних паперів і бірж США (SEC), щоб визначити, чи є пропозиція інвестиційним інструментом та цінним папером.